# جیانی آلمانو
جیانی آلمانو (ایتالیایی: Gianni Alemanno؛ زادهٔ ۳ مارس ۱۹۵۸) یک سیاست‌مدار اهل ایتالیا است.
او از ۲۸ آوریل ۲۰۰۸ تا ۱۲ ژوئن ۲۰۱۳ شهردار رم بود.